# Relaunch (Öffentlichkeitsarbeit)
Der oder das Relaunch (englisch für ‚Wiedereinführung‘, zusammengesetzt aus dem Präfix re = ‚wieder‘ bzw. ‚neu‘ und dem Nomen launch = ‚Start‘ oder ‚Lancierung‘) bezeichnet zum einen die Wiedereinführung oder Neubewerbung, zum anderen die Überarbeitung und Verbesserung eines bereits am Markt eingeführten Produktes.
Beispiele für einen Relaunch im Sinne der Überarbeitung und Verbesserung eines am Markt eingeführten Produktes sind:
- Neu gestaltete Verpackung
- Neues Layout einer Zeitung oder Zeitschrift
- Überarbeitung einer Website – Google selbst spricht statt von „Relaunch“ vom Begriff Migration und unterscheidet im Zusammenhang mit Website-Migrationen sechs unterschiedliche Varianten.[2][3]
- Neue Version eines Computerprogramms
- Neue Modellgeneration eines Mobiltelefons
- Start einer neuen Filmserie, die inhaltlich eine ältere Serie fortsetzt

Solch eine Überarbeitung und Verbesserung kann dazu dienen, den – erwarteten oder bereits eingetretenen – Absatzrückgang im Reifestadium des Produktlebenszyklus zu stoppen. Weitere Gründe können ein veränderter Kundengeschmack (Anforderung an verändertes Design), rechtliche Ansprüche und regionale Besonderheiten sein.
Nicht jeder Relaunch ist erfolgreich. Den hinzu- oder zurückgewonnenen Kunden steht häufig eine die Neuerung ablehnende Kundenschar gegenüber, die das Altprodukt bevorzugt oder sich gänzlich vom Produkt abwendet.

## Konkrete Beispiele
- Fa – diese Kosmetikmarke von Henkel gilt als Beispiel einer mehrfach durch Relaunch erneuerten Marke.
- Die Fernsehserie Galactica 1980 als eine Art Fortsetzung der Science-Fiction-Serie Kampfstern Galactica
- The New 52 als Neustart mehrerer Comicserien im DC-Universum
- The Secret of Monkey Island: Special Edition als aufgebesserte Neuausgabe des Computerspiels The Secret of Monkey Island